# Bună seara, domnule Wilde! (musical)
Bună seara, domnule Wilde! este o comedie muzicală românească de Eugen Mirea (libret) și Henry Mălineanu (muzica), după piesa de teatru Ce înseamnă să fii Onest de Oscar Wilde, subintitulată A Trivial Comedy for Serious People (O comedie fără importanță pentru oameni serioși). Premiera a avut loc pe 28 noiembrie 1971 la Teatrul Nottara din București, în regia lui Alexandru Bocăneț și coregrafia lui Cornel Patrichi, decoruri de Sică Rusescu și costume de Lidia Radian.

## Recepție critică
"Libretul respectă cu fidelitate litera și, mai ales, spiritul piesei originale. Dar musicalul aduce un personaj în plus, pe însuși Oscar Wilde, în rol de comentator ironic, înlocuitor de cor antic în variantă modernă. În pofida acestei aparente ușurătăți a subiectului, comentată cu mult umor de personajul Oscar Wilde, comicul de limbaj și situații este de o profunzime invers proporțională cu superficialitatea înaltei societăți londoneze. Iar scriitorul Eugen Mirea îl speculează pe de-a-ntregul în libretul noului musical, la care se adaugă partitura lui Henry Mălineanu".
Muzicologul George Sbârcea nota că, "prin muzică, acesta [Henry Malineanu] a reușit să redea nu numai o atmosferă de autenticitate londoneză, ci, prin pitorescul evocării, a asigurat și o ritmică de o deosebită sugestie acțiunii, prezentării și interpretării caricaturale a personajelor [...] O feerică aventură de teatru muzical – iată ce au realizat Eugen Mirea și Henri Mălineanu cu “Bună seara, domnule Wilde!”..." 
"Formidabila primire pe care publicul o face musicalului «Bună seara, domnule Wilde!» era desigur previzibilă ; montările de acest gen sunt literalmente « devorate" de o nesațioasă foame colectivă, căreia, în ultimii uni, câteva desăvirșite musicaluri filmate n-au făcut decăt să-i adauge un strop de rafinament gurmand. De ce să ne mințim ? Niciodată, premierele marilor spectacole nu vor exploda cu o asemenea atmosferă de triumf - și, în definitiv, nu-i nimic rău în asta. In plus, cuplul Eugen Mirea (text) - H. Málineanu (muzica) reintră în arenă cu o excelentă carte de vizită : Cele două orfeline au fost odată (nu prea demult) deconectantul universal ."

## Numere muzicale
- Uvertura
- Prolog: Wilde
- Bunbury
- Serata
- Dumneata (ești altceva)
- Sunt un copil găsit
- Trenul
- Love
- Oh Mr. Chasuble, Oh Miss Prism
- Parisul
- M-am logodit cu tine în gând
- Ce senin e cerul în Anglia
- Gentleman
- Cadrilul
- Se schimbă garda la Buckingham
- Baby
- Final

## Personaje
- Oscar Wilde, autorul.
- Jack Worthing (Ernest), un tânar gentleman, îndragostit de Gwendolen Fairfax.
- Algernon Moncrieff, un tânar gentleman din Londra, nepotul lui Lady Bracknell, indragostit de Cecily Cardew.
- Gwendolen Fairfax, o tânară lady, iubita lui Jack Worthing.
- Lady Bracknell, o lady din înalta societate, mama lui Gwendolen.
- Cecily Cardew, o tânară lady, pupila lui Jack Worthing.
- Miss Prism, guvernanta lui Cecily.
- The Reverend Canon Chasuble, preotul parohiei lui Jack..
- Lane, majordomul lui Algernon.
- Merriman, servitorul lui Jack.

## Distribuții și montări notabile

#### Distribuția originală Teatrul Nottara
Ștefan Iordache (John Worthing), Emil Hossu / Florian Pittiș  (Algernon Moncrieff), Carmen Stănescu (Lady Bracknell), Melania Cîrje / Mariana Mihuț (Cecily), Anda Caropol (Gwendolen), Ștefan Radof (Dr. Chasuble), Migry Avram Nicolau (Miss Prism), Alexandru Repan (Oscar Wilde).

#### Distribuția IATC 1984
Clasa prof. asoc. Sanda Manu, lect. univ. Geta Angheluță,
Adrian Păduraru (John Worthing), Răzvan Popa (Algernon Moncrieff), Carmen Trocan (Lady Bracknell), Mioara Ifrim (Cecily), Oana Pellea (Gwendolen), Cristian Rotaru (Dr. Chasuble), Luminița Stoianovici (Miss Prism), Claudiu Istodor / Stelian Nistor  (Oscar Wilde).

#### Distribuția IATC 1989
Clasa prof. univ. Ion Cojar, prof. asoc. Leopoldina Bălănuță
Dan Profiroiu (John Worthing), Ștefan Bănică jr. (Algernon Moncrieff),  Ruxandra Enescu (Lady Bracknell), Oana Ioachim (Cecily), Lamia Beligan (Gwendolen), Adrian Ciobanu (Dr. Chasuble),  Erika Băieșu (Miss Prism),  Ștefan Velniciuc (Oscar Wilde).

#### Distribuția Teatrul Tineretului Piatra Neamț 1987
Regia: Nae Caranfil
Claudiu Istodor (John Worthing), Bogdan Gheorghiu (Algernon Moncrieff), Maria Filimon (Lady Bracknell), Oana Pellea (Cecily), Maia Morgenstern (Gwendolen), Constantin Ghenescu (Dr. Chasuble), Carmen Ionescu (Miss Prism), Paul Chiribuță (Oscar Wilde).

Bună seara, domnule Wilde! a fost tradusă (Dobrý večer, pane Wilde) si montată de numeroase ori in Republica Cehă.

## Adaptări și înregistrări
„Bună seara, domnule Wilde!” a fost adaptată pentru televiziune de Alexandru Bocăneț în distribuția originală. Scenografia aparținea Doinei Levința.
Un LP conținând patru din cele mai de succes melodii din musical] a apărut în 1973 ("Love" ,"Bunbury", "Gentleman", "Parisul" - interpretate respectiv de Corina Chiriac, George Enache, Aurelian Andreescu și Dorin Anastasiu).